# Aiguille de la Nova
L'aiguille de la Nova est un sommet de France, en Savoie, dans le massif du Beaufortain culminant à 2 893 mètres d'altitude. Elle est l'un des sommets qui dominent la combe de la Neuva située au nord-est.

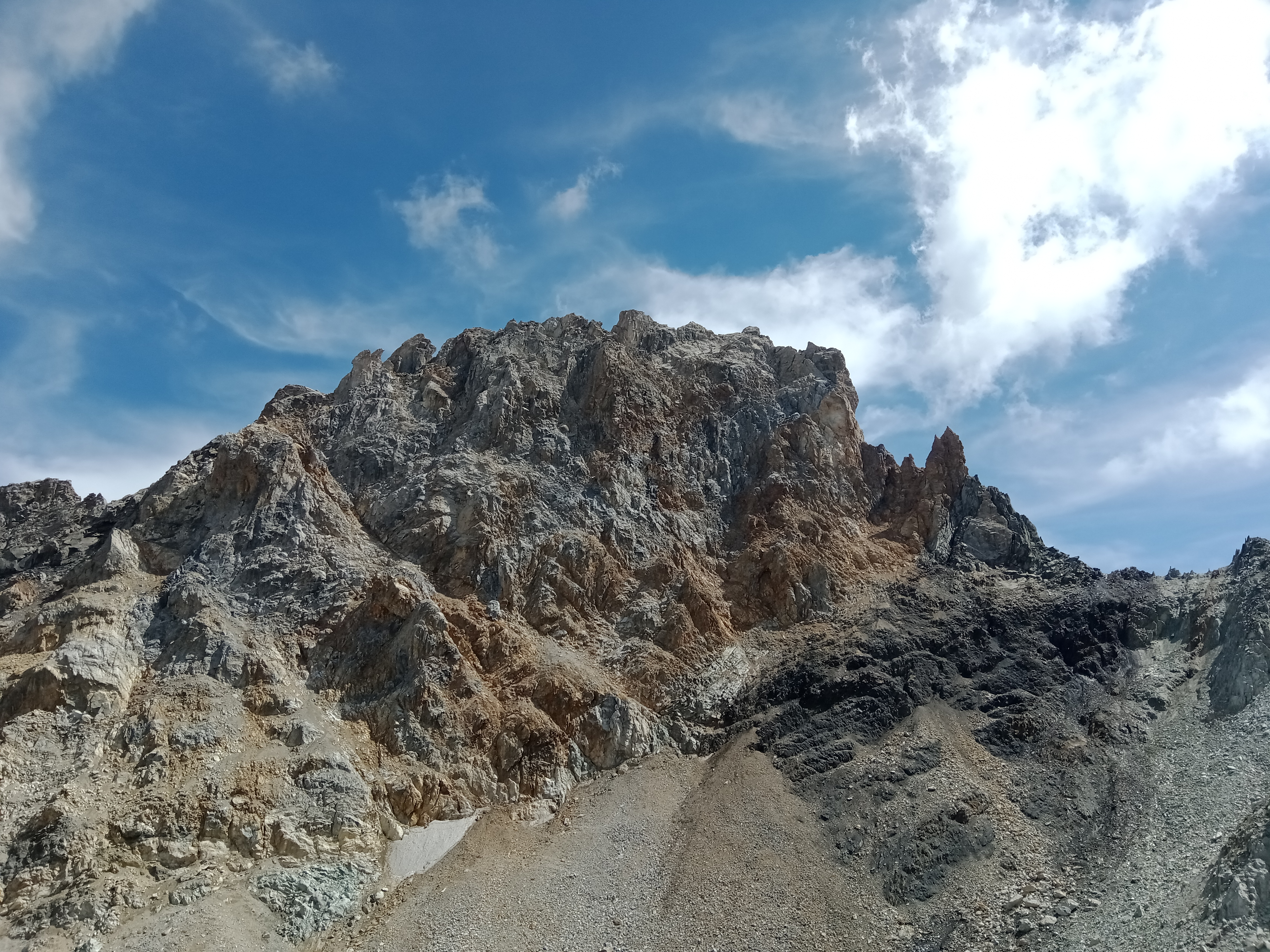
Vue de l'aiguille de la Nova depuis le col du Grand Fond à l'ouest.

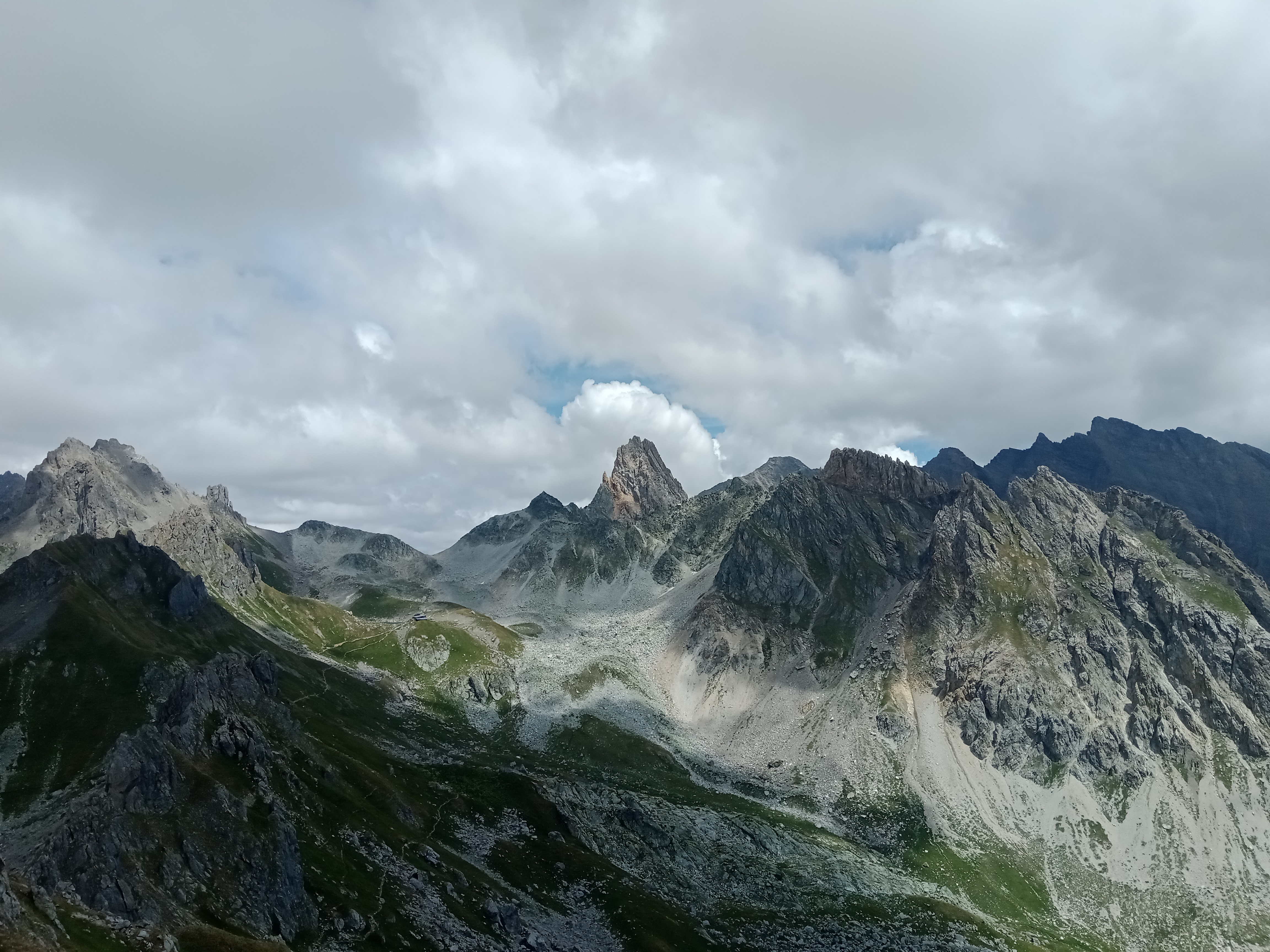
Vue depuis le pied de la Pierra Menta au sud-ouest du col du Grand Fond (à gauche), de l'aiguille de la Nova (au centre) et du Roignais (à droite).